# Lucio Laberio Massimo
Lucio Laberio Massimo (latino: Lucius Laberius Maximus; Lanuvium, I secolo – ...) è stato un politico romano.
Fu edile al tempo dell'imperatore Claudio. Potrebbe essere quel Laberio Massimo, citato da Giuseppe Flavio, che ricoprì negli anni attorno al 71 il ruolo di procurator Augusti in Giudea. Fu, quindi, praefectus annonae attorno all'80 (responsabile degli approvvigionamento di grano di Roma), poi prefetto d'Egitto nell'83 e prefetto del pretorio durante il regno di Domiziano, nell'84. Suo figlio fu Manio Laberio Massimo, importante senatore e comandante militare durante i regni di Domiziano e Traiano.